# Gabriel Séailles
Gabriel Jean Edmond Séailles, född den 27 juni 1852 i Paris, död den 16 september 1922 i Barbizon, var en fransk estetiker och filosof.
Séailles ägnade sig sedan 1875 först åt skolundervisning, gjorde en studieresa i Tyskland och fick vid återkomsten 1882 professors titel. År 1884 uppnådde han doktorsgraden och blev 1886 biträdande lärare (maître de conférences) i filosofi vid universitetet i Paris, där han 1898 blev innehavare av professuren i filosofi. Jämte sin doktorsavhandling Essai sur le génie dans l'art (1884; 3:e upplagan 1902), ett betydande verk, vari han hävdar geniets ställning som förbindande naturen och förnuftet och som ett uttryck för livet i dess innersta verklighet, som är identisk med friheten, offentliggjorde Séailles arbeten över Alfred Dehodencq (1885), Leonardo da Vinci (L'artiste et le savant, 1892; ny upplaga 1906, Biographie critique, 1903; ny upplaga 1911), Eugène Carrière (1901 och 1911), Watteau (1902) med flera konstnärer, vidare studier över Ernest Renan (1894, en "psykologisk biografi"), La philosophie de Charles Renouvier (1905) och La philosophie de Jules Lachelier (1920) jämte skrifter i uppfostringsväsen. Séailles var en flitig medarbetare i filosofiska och pedagogiska tidskrifter. För den populära universitetsverksamheten var Séailles intresserad ända från dess början; hans inledningsföredrag Éducation et revolution (1899) är flera gånger tryckt.